# Mahee Castle

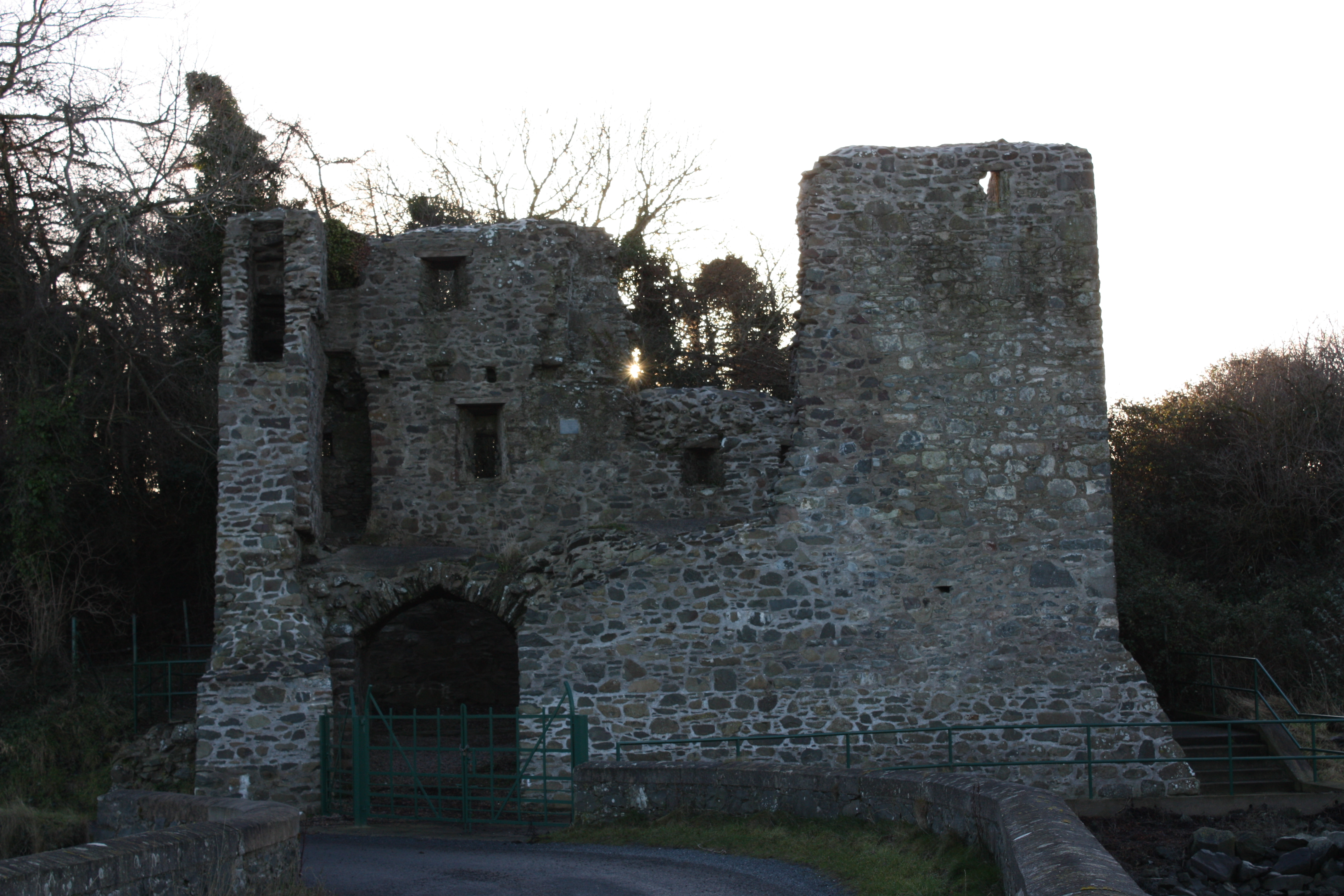
Mahee Castle von Westen

Mahee Castle (auch Nendrum Castle, irisch Caisleán Naondroma) ist eine kleine Burgruine in der Nähe des Nendrum-Klosters auf Mahee Island im Strangford Lough im nordirischen County Down. Den Wohnturm ließ Captain Thomas Browne 1570 errichten. Er war bis Anfang des 17. Jahrhunderts bewohnt und verfiel dann. 1923 renovierten H. C. Lawlor und die Belfast Natural History and Philosophical Society den Wohnturm teilweise, um weiteren Verfall zu stoppen und bauten ein Strebewerk, um die Nordwestecke des Turms zu stützen.

## Lage
Mahee Castle liegt auf der Westseite von Mahee Island. Es befindet sich nahe einem Damm, der die einzige Landverbindung zur Insel darstellt. Heute führt eine schmale Straße über diesen Damm. Mahee Island liegt nahe der Westküste von Strangford Lough, südöstlich der Stadt Comber. Der Wohnturm ist auf einem Drumlin gebaut. In der Nähe befindet sich ein Parkplatz.

## Architektur
Der rechteckige Wohnturm wacht über den Damm zur Insel und südwestlich davon liegen die Überreste einer Einfriedungsmauer, einer Bawn. Mahee Castle schließt eine Bootslandestelle mit ein, die am Seeufer liegt, und ist relativ klein; es hat nur zwei Räume im Erdgeschoss. Das Hauptgebäude, der Wohnturm, ist drei Stockwerke hoch, aber von den beiden oberen Stockwerken ist nur wenig erhalten geblieben. Der Eingang führt unter einer Meurtrière hindurch.

## Geschichte
Den Wohnturm ließ 1570 ein englischer Offizier, Captain Thomas Browne, errichten, nachdem er eine Petition an den Bischof von Down gesandt hatte. Die Burg wurde Anfang des 17. Jahrhunderts aufgegeben. Die Ecksteine wurden vermutlich für den Einsatz bei lokalen Bauprojekten entfernt und Bausteine aus der Nordostmauer wurden zum Bau des Damms verwendet. Im 15. und 16. Jahrhundert befand sich Mahee Castle an der Grenze zwischen zwei Territorien: Clandeboye im Norden und Dufferin im Süden. Damals gab es Grenzkonflikte um dieses Gebiet und Mahee Castle wechselte wohl mehrmals seinen Besitzer.
Im Jahre 1923 unternahm die Belfast Natural History and Philosophical Society Restaurierungsarbeiten unter der Führung von H. C. Lawlor. Als Teil dieser Arbeiten wurden Efeu von den Mauern entfernt, Risse mit Zement gefüllt, das Dach abgedichtet und ein Strebwerk zur Stützung der Nordostecke des Turms angebaut.

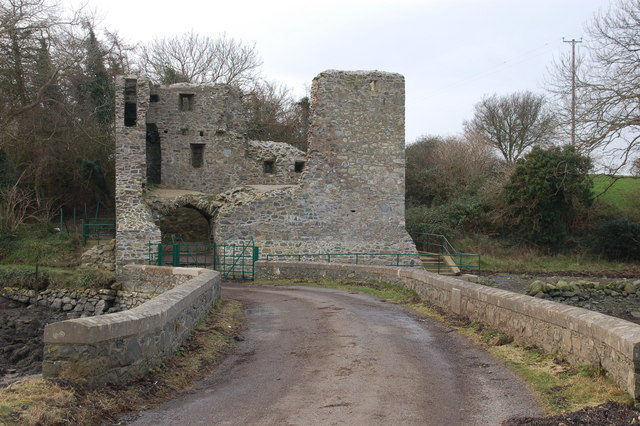
Mahee Castle 2007

### Ausgrabungen
Als Teil eines Programms, das vom Environment and Heritage Service of Ireland finanziert wurde, wurden 2001 und 2002 auf Mahee Castle archäologische Ausgrabungen durchgeführt. Diese umfassten auch detaillierte stratigraphische Sequenzierung, wobei Reste von Tieren und Überreste aus dem Spätmittelalter gefunden wurden. Dies bedeutet, dass das Gebäude bereits von 1570 existiert haben könnte. Ziel der Ausgrabungen war die Einleitung eines Restaurierungsprogramms.
Archäologische Fundstücke waren Muscheln und Tierknochen, Messer und eine Reihe von Töpferwaren aus verschiedenen Ländern. Es wurden große Mengen modernen Glases gefunden und zusätzlich Feuerstein und Keramikscherben. Die Ausgrabungen förderten zutage, dass der Wohnturm auf einer künstlichen Terrasse gegründet war, die zu diesem Zweck am Nordostende des Drumlins geschaffen wurde. Das hintere Ende der Terrasse wurde durch eine 1923 erstellte Strebwerksmauer, vier Meter vom Südwestende des Turms entfernt, stabilisiert.